# Hinterburg (Neckarsteinach)
Die Hinterburg, auch Alt-Schadeck genannt, ist die Ruine einer Spornburg auf 165 m ü. NN bei Neckarsteinach im Landkreis Bergstraße in Hessen. Sie ist die älteste der vier Burgen Vorderburg, Mittelburg, Hinterburg und Schwalbennest und die Stammburg der Edelfreien von Steinach.

## Geschichte
Um 1100 wurde mit dem Bau der Burg begonnen, wahrscheinlich im Lehen des Bistums Worms oder des Bistums Speyer. 1142–1165 wird Bligger von Steinach als Burgherr urkundlich erwähnt. Sein Sohn, der Minnesänger Bligger II. von Steinach baute sie zu einer umfangreichen Stauferanlage aus. Nach dem Aussterben der älteren Linie von Steinach um 1270 wurde die Burg von Bischof Heinrich von Speyer 1272 an seine Gläubiger verpfändet. Bereits 1344 soll die Burg verlassen oder verfallen gewesen sein, da Bischof Gerhard von Speyer einen Vertrag mit dem Wimpfener Propst Peter von Mur über den Wiederaufbau der Burg schloss, der dafür jährlich 20 Pfund Heller und zwei Fuder Wein erhielt. 1366 bekräftigte Karl IV. gegenüber Bischof Lambert von Speyer das Eigentum an der Burg.
1375 erhielt Contz Münch von Rosenberg die Burg zu Lehen. 1418 überließ Bischof Raban von Speyer seinem Vetter Wilhelm von Helmstatt auf Lebenszeit die Burg und seinen Teil der Stadt, nach dessen Ableben 1426 auf dieselbe Weise seinem Neffen Weiprecht III. von Helmstatt, der die offenbar inzwischen wieder verfallene Burg auch zu renovieren hatte. 1427 wurde nach einer Auseinandersetzung zwischen den Helmstatt und den Landschad von Steinach ein gemeinsamer Burgfrieden für Burg und Stadt Steinach ausgehandelt. Auf Weiprecht von Helmstatt gehen größere Umbauten in der Burg zurück. Nach seinem Tod 1490 ging das Lehen auf seinen Neffen Martin von Helmstatt († 1490) über und von diesem auf dessen Töchter Mia, die mit dem auf der Vorderburg ansässigen Blicker XIV. Landschad von Steinach verheiratet war, und Gertrud, die mit Heinrich VI. von Handschuhsheim verheiratet war, womit die Burg in zwei Besitzhälften geteilt war. Bereits 1497 erwarb Heinrich VII. von Handschuhsheim die Hälfte der Landschad mit einem Viertel der Stadt Steinach und dem halben Dorf Epfenbach. Heinrichs ältester Sohn Philipp führte 1529 abermals Bauarbeiten an der Burg durch und verstarb im selben Jahr. Bei der Abwicklung seines Nachlasses kam es zu Streitereien und einem Prozess vor dem Pfälzer Hofgericht, das entschied, dass die Burg Eigentum des Speyrer Domstifts sei. 1541 wurden die Brüder Hans, Hans Pleikard und Christof Landschad von Steinach durch Bischof Philipp von Speyer mit der Burg belehnt. 1545 forderte ein Urteil die von Handschuhsheim auf, die Burg zu räumen, was nach einer Bestätigung des Urteils 1549 geschah. Die Burg blieb bis zum Aussterben der Landschad von Steinach 1635 in deren Besitz.

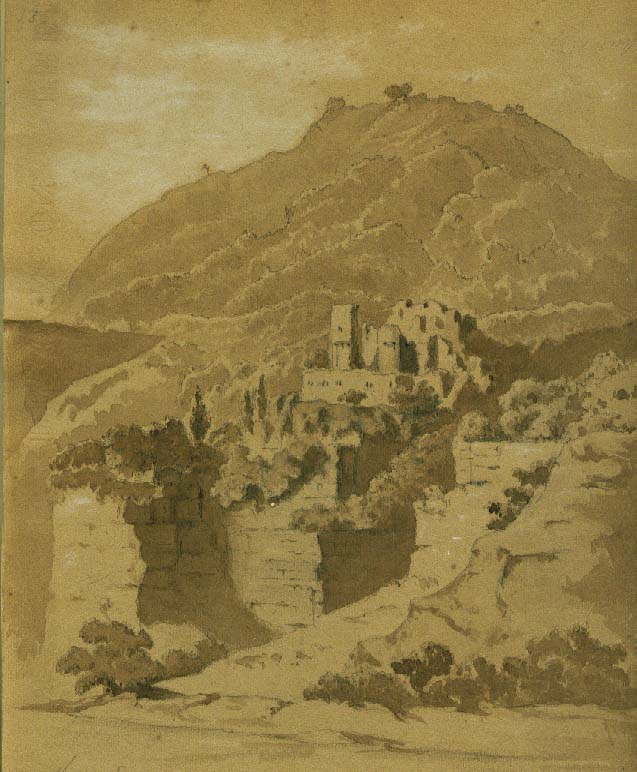
Hinterburg um 1850

Die Burg wurde im Dreißigjährigen Krieg (um 1630) zerstört.
Nach dem Aussterben der Landschad zogen die Stifte Worms und Speyer den früheren Lehensbesitz (Hinterburg, Vorderburg und halbe Mittelburg) wieder ein, unterstellten ihn kurz der Selbstverwaltung und übertrugen ihn 1657 Wolf-Heinrich von Metternich zu Burscheid als Lehen. Dieser erwarb im selben Jahr von Dieter VIII. Landschads Tochter Eva Elisabeth auch den früheren Landschad-Allodialbesitz und ebenso die restliche Hälfte der Mittelburg von den Freiherren von Venningen, so dass ab der späten Mitte des 17. Jahrhunderts der Besitz der vier Burgen wieder in einer Hand vereinigt war. Nach dem Aussterben der Metternich-Linie 1753 wurden die früheren Lehen und sogar der früheren Allodialbesitz von den Stiften Speyer und Worms eingezogen. 1803 kam der gesamte Besitz im Rahmen der Mediatisierung an das Land Hessen, das mit dem Erben des Allodialbesitzes, Freiherr von Dorth, einen Vergleich schloss, und diesem neben der als Amtssitz benutzten Mittelburg auch die Ruine der Hinterburg abtrat. 1910 verzichteten die Herren von Dorth auf die Ruine der Hinterburg, deren Unterhalt zu kostspielig war und die darauf wieder an den hessischen Staat fiel.

## Anlage

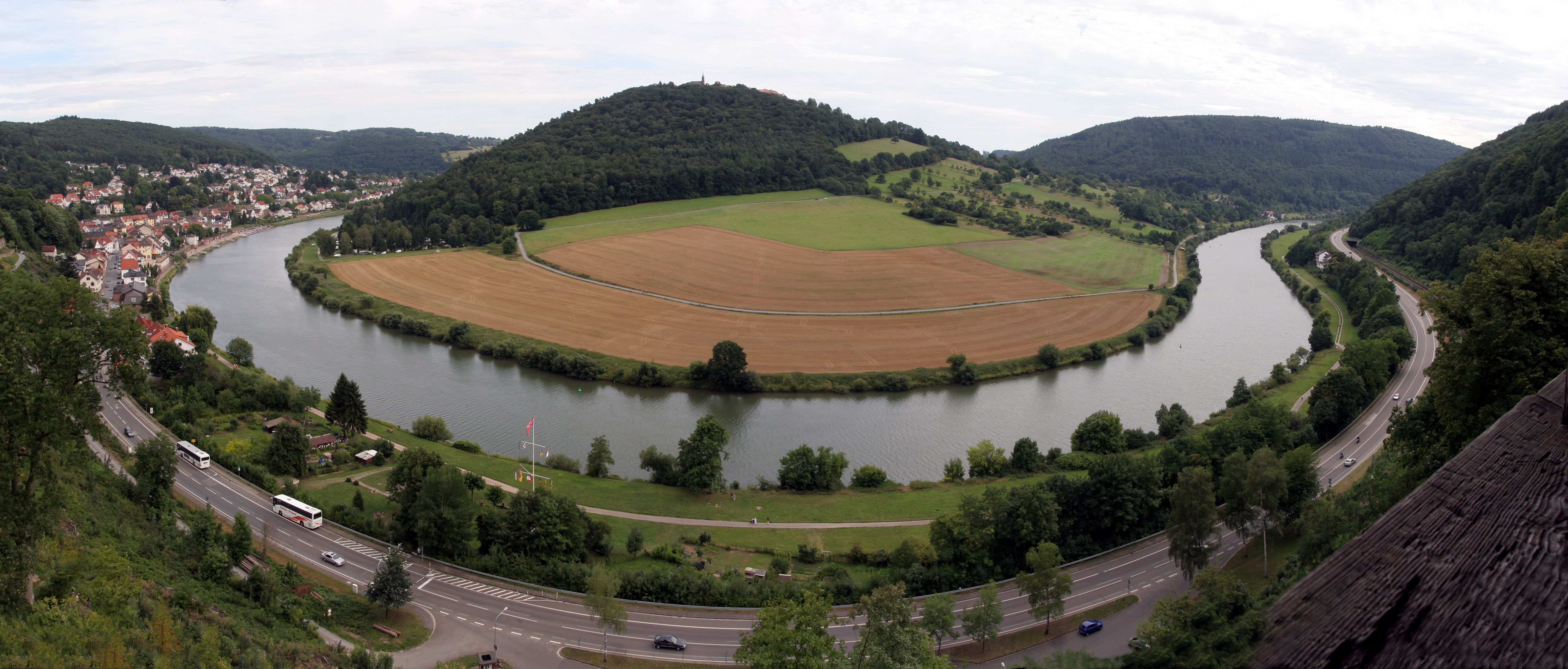
Blick von der Hinterburg auf den Dilsberg und Neckarsteinach (links im Bild)

Eine fünfeckige Burganlage auf einem Felsdorn, der nach drei Seiten steil abfällt. Gegen den Berg gesichert mit einer gewinkelten Schildmauer und einem ca. 25 m hohen Bergfried im Winkel der Schildmauer. Von den Enden der Schildmauer ausgehend umschließt eine 3 m dicke Ringmauer aus Buckelquadern die Burganlage. Weiter verfügt sie über aufwendigen Palas mit gotischen Fenstern.
Es bestehen Reste eines zweiten, neueren Palas, welcher vermutlich in der Mitte des 14. Jahrhunderts errichtet wurde. Nach schriftlichen Quellen soll dieser im 15. Jahrhundert mit einem Gewölbe unterfangen worden sein.
Der voll ausgemauerte mindestens 23 m tiefe Brunnen im Burghof hat in 18 m Tiefe eine begehbare Abzweigung in Richtung Mittelburg.
Auffälligster Teil der Burganlage ist der mächtige, aus Sandsteinquadern gemauerte Bergfried, der eine Kantenlänge von acht mal acht Metern mit einer Gesamthöhe von ca. 25 m aufweist. Entlang der gewinkelten Schildmauer des früheren Palas führt eine 49-stufige Treppe zu dem in ca. 10 m Höhe liegenden Hocheingang. Im Innern des Turms folgt eine linksläufige Betontreppe mit insgesamt 63 Stufen, die zu der ca. 22 m hoch liegenden überdachten Aussichtsplattform führt. Von dieser bietet sich ein sehr guter Blick ins Neckartal, auf Neckarsteinach und das gegenüberliegende Dilsberg.

## Sonstiges

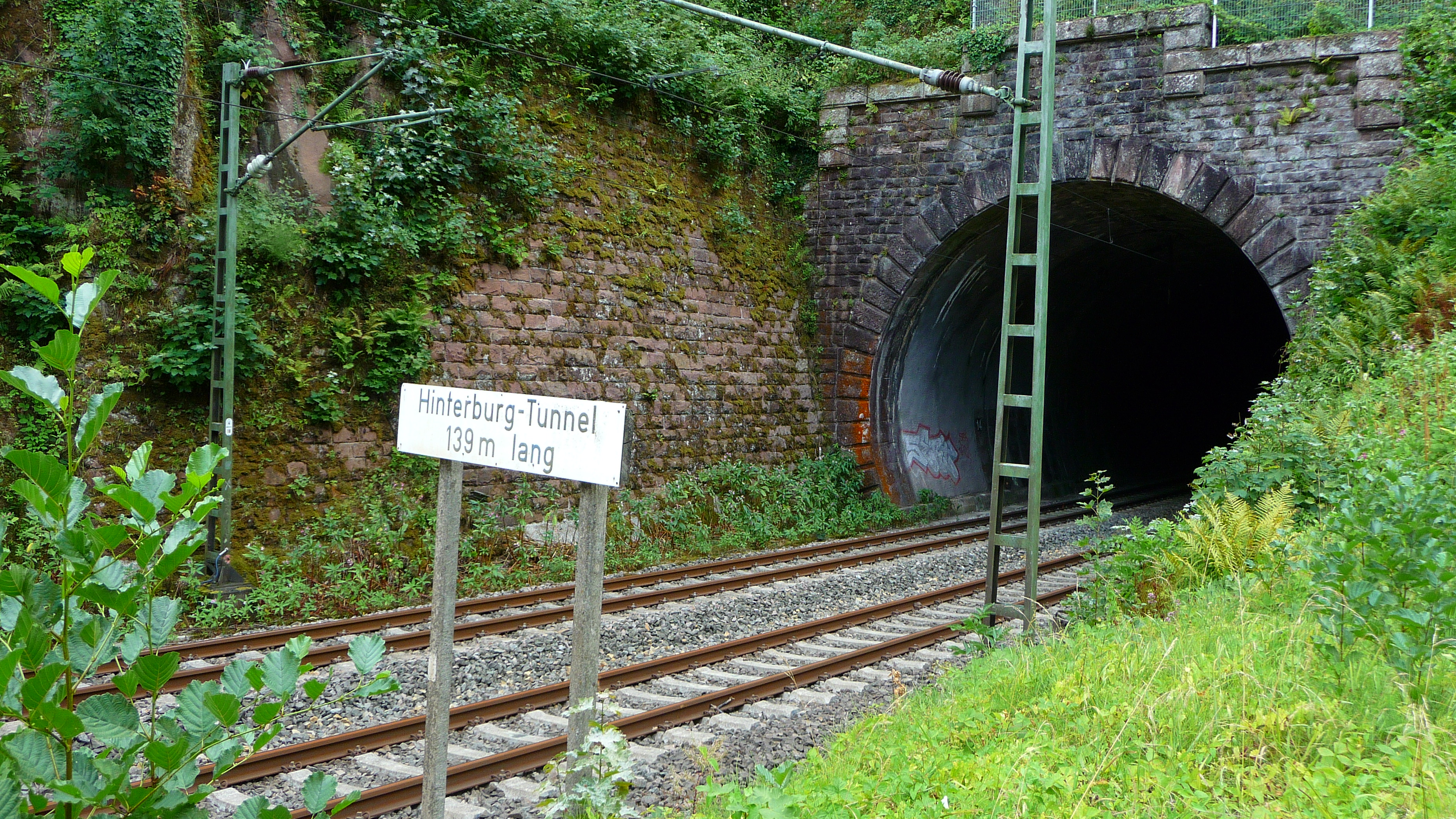
Hinterburg-Tunnel Neckarsteinach

Die Hinterburg wird von der Neckartalbahn durch einen 139 Meter langen Tunnel unterquert.